# Sébastien Cazenove
Sébastien Cazenove (Perpinyà, Rosselló, 28 de desembre de 1976) és un polític nord-català. Referent del partit La República En Marxa al departament dels Pirineus Orientals, a les eleccions del 18 de juny de 2017 fou escollit diputat per la Quarta circumscripció dels Pirineus Orientals

## Formació
Va estudiar a la Universitat de Perpinyà i va obtenir un Màster de Dret Públic el 2002. Del 2002 al 2006 va ser assessor jurídic i subdirector de l'Associació de Maires dels Pirineus Orientals (AMF 66). De 2006 a 2008 va ser Director del Gabinet en col·lectivitat- Del 2008 al 2017, després d'obtenir el concurs administratiu, ocupa en col·lectivitat els funcions de responsable de serveis d'urbanisme i obres públiques.

## Carrera política
Membre del Partit Socialista de 2004 a 2008, ha esdevingut referent del partit La República En Marxa al departament dels Pirineus Orientals el juliol del 2016. Procedent de la societat civil, fou investit per LRM el maig de 2017 En la primera volta de les eleccions, es va posar per davant dels sufragis amb el 29 % dels vots. En la segona volta es va enfrontar al candidat del Front Nacional. Fou elegit el 18 de juny amb el 57,97% dels vots. Actualment és membre de la Comissió d'Afers Econòmics de l'Assemblea Nacional Francesa. Accessòriament, és tresorer de l'Amical Parlamentari del Rugbi.